# Clara 't Roen
 (avril 2021).
Clara 't Roen (? - Alost, 1523-1524) fut la première femme des Pays-Bas méridionaux à être brûlée sur le bûcher en tant que luthérienne.

## Biographie
Clara 't Roen a été persécutée à cause de sa croyance dans le luthéranisme, elle a été étiquetée comme hérétique et comme sorcière. Elle a été brûlée sur le bûcher de la Grand-Place (Grote Markt) à Alost en 1523/4. À l'époque, elle était la première femme luthérienne du sud des Pays-Bas à être brûlée sur le bûcher,. La persécution était la plus grande à Alost dans les années 1567-1568.

## Hommage et héritage
- Une bière blanche porte son nom : Clara 't Roen[4],[5],[6].
- En 2020, Mia De Brouwer (échevin) a décidé de donner à une rue le nom de Clara 't Roen à Alost[2],[7].